# Lunar Polar Hydrogen Mapper
Il Lunar Polar Hydrogen Mapper (abbreviato in LunaH-Map) è uno dei CubeSat lanciati assieme alla missione Artemis 1 nel 2022, dopo vari rinvii. Il progetto è stato sviluppato dall'Università dell'Arizona, dopo l'assegnazione di un contratto da parte della NASA nel 2015 ed è diretto dal responsabile scientifico Craig Hardgrove.

## Obiettivo
L'obiettivo di questo satellite è mappare l'abbondanza di idrogeno nascosto un metro sotto la superficie lunare nel polo sud. Verrà inserito in orbita polare intorno alla Luna con il perilunio in corrispondenza del polo sud. LunaH-Map fornirà una mappatura ad alta risoluzione della distribuzione di componenti ricchi di idrogeno, che tendenzialmente indicano presenza di acqua. I risultati di questa missione permetteranno di aiutare gli scienziati a capire l'origine dell'acqua sulla Luna o potranno essere usati da future missioni robotiche o umane.
LunaH-Map, oltre a quanto descritto sopra, darà una maggiore consapevolezza dell'affidabilità di uso di nanosatelliti per missione remote.

## Storia
Ad aprile 2015 Hardgrove ha dato vita a un team misto di istituzioni accademiche, private e governative per proporre alcune missioni alla NASA. LunaH-Map era una di queste ed è stata scelta per la realizzazione.

## Hardware
A differenza dei classici CubeSat in orbita terrestre bassa, LunaH-Map dove affrontare altre difficoltà e l'hardware tipicamente usato dai nanosatelliti non è adatto a garantire la stessa affidabilità in una zona così remota. Inoltre, poiché non estato rilasciato nell'orbita definitiva, è stato equipaggiato anche di un sistema di propulsione proprio.
Lo strumento principale è un contatore a scintillazione formato da elpasolite, un materiale scintillatore che reagisce al neutrone termico.